# Baryceros abdominalis
Baryceros abdominalis är en stekelart som först beskrevs av Cresson 1874.  Baryceros abdominalis ingår i släktet Baryceros och familjen brokparasitsteklar. Inga underarter finns listade.